# Dormitator maculatus
Dormitator maculatus är en fiskart som först beskrevs av Bloch 1792.  Dormitator maculatus ingår i släktet Dormitator och familjen Eleotridae. Inga underarter finns listade i Catalogue of Life.